# 鮑石亭
鮑石亭（ほうせきてい、ハングル: 포석정〈ポソクチョン〉）は、韓国の慶尚北道慶州市拝洞（ハングル: 배동〈ペドン〉）にあった新羅王室の別宮（べつぐう）である。曲水の宴が催されたという鮑（アワビ）形の水路跡が残存する。1963年1月21日に大韓民国指定史跡第1号として指定され、現在は慶州鮑石亭址（ハングル: 경주 포석정지）と称される。2000年11月、国際連合教育科学文化機関（ユネスコ、UNESCO）の世界遺産（文化遺産）に登録された慶州歴史地域（慶州歴史遺跡地区、ハングル: 경주역사유적지구）の南山地区（慶州南山一円〈史跡第311号〉）の西の渓谷に位置する。

## 歴史
鮑石亭は、統一新羅時代（ハングル: 통일신라、668〈676〉-935年〈南北国時代〉）、慶州盆地の南に位置する南山（ナムサン）の西麓北側の鮑石渓（ハングル: 포석계〈ポソッケ〉）に造成された王室や貴族の遊宴のための離宮であった。『東国通鑑』には、城の南に離宮があったことが記され、『三国遺事』によれば、第49代憲康王（けんこうおう〈ホンガンワン〉、在位875-886年）の時代に、王が鮑石亭に行幸した際、南山の神が前に現れて舞ったとある。これにより9世紀後半に鮑石亭があったものとされ、創建はそれよりあまり古くない新羅末期であろうといわれる。また、『三国遺事』には、第51代真聖女王（しんせいじょおう〈チンソンニョワン〉、在位887-897年）の時代に、花郎（ファラン）の孝宗郎（ヒョジョンナン〈金孝宗〉）が南山の鮑石亭に遊山したことが記される。
そして鮑石亭は、新羅の終焉にまつわる場所として知られる。第55代景哀王（けいあいおう〈キョンエワン〉、在位924-927年）4年（927年）冬11月（天成2年〈927年〉冬10月）、後百済（フベクチェ）の甄萱（けんけん〈キョンフォン〉）の軍が王都に侵入したことを知らずに、王が鮑石亭で妃や嬪および一族らと宴遊していたところを突然襲われた。王は王妃とともに後宮（離宮）に逃げ込むが、やがて王らを捕えると、甄萱は王を自害させ、王妃を陵辱した。そして王の一族（族弟）、金傅（きんふ〈キムブ〉）すなわち敬順王（けいじゅんおう〈キョンスンワン〉、在位927-935年）を擁立した。しかし、敬順王9年（935年）、新羅は高麗に帰順するに至った。

## 遺構

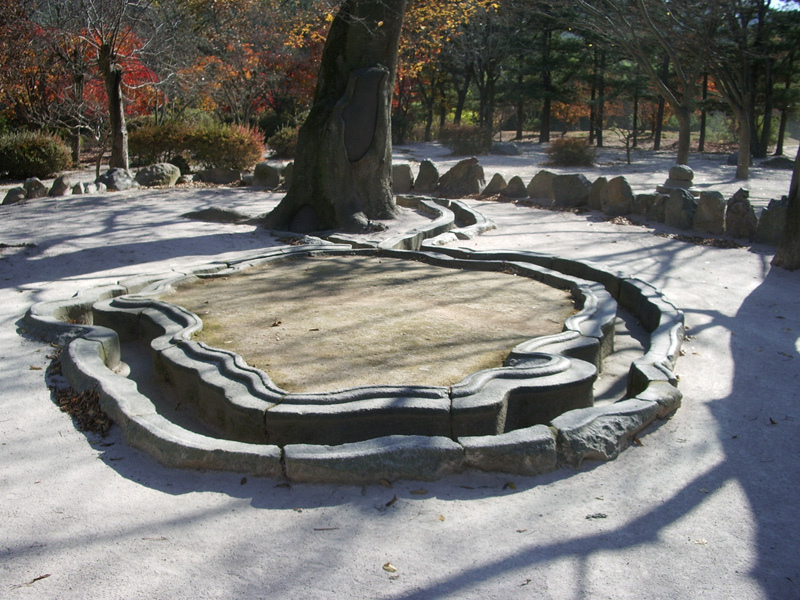
曲水の宴を催した鮑（アワビ）状の屈曲水路跡

鮑石亭の由来になったといわれる鮑（アワビ）形の曲水路の遺構が残存し、一部破損していたが、1915年、当初の石材を移して任意に2個の石材を新たに補足するなどして復元された。これは曲水の宴（流觴〈りゅうしょう〉曲水宴）を催した鮑（アワビ）形の石造曲水路（流盃渠〈りゅうはいきょ〉）の遺構である。流觴曲水は中国のほか日本にも見られるが、この鮑石亭跡は、現存する遺構うち最古のものである。
楕円形の曲水路は、長径約5.8メートル (5.5m、6.53m) 、短径約4.5メートル (4.76m) 、全体長約10メートルである。曲線状に加工した花崗岩を約63個（46個）繋ぎ合わせ、周縁を帯状に高くして、深さ平均26センチメートル（約20cm、21-23cm）で、水深10センチメートルとなる石溝が造られ、その幅は約35センチメートル（約30cm、31cm）になる。内縁の帯状の突起には細い溝が刻まれ、全長約22メートルの曲水路の底には扁平な石が敷かれる。始点と終点の高低差は27センチメートルで、楕円形水路の勾配差は5.9センチメートルである。始点の導水部には、直径約60センチメートルの臼状の水受け石（石槽）がある。何らかの設備により渓流の水を引き込み、導水口に配置されたカメをかたどる石（亀石像）の口から水が注がれたというが、1871-1873年頃に慶尚北道の安東に移されたといわれ、所在不明である。